# Chipping Ongar
Chipping Ongar är en stad i Ongar, Epping Forest, Essex, England. Orten hade 6 407 invånare år 2019. År 1965 blev den en del av den då nybildade Ongar. Parish hade 1 673 invånare år 1961. Byn nämndes i Domedagsboken (Domesday Book) år 1086, och kallades då Angra (Ongar). Staden hade fram till 1994 en station, Ongar, på Central Line i Londons tunnelbana.